# Харламов, Семён Ильич
Семён Ильич Харламов (30 апреля 1921, Красный Кут — 5 мая 1990, Запорожье) — военный лётчик, Герой Советского Союза (1945), заслуженный военный лётчик СССР (1972), генерал-полковник авиации (1975).

## Биография
Родился 30 апреля 1921 года в посёлке Красный Кут (ныне — Саратовской области) в семье рабочего. Окончил в Красном Куте 8 классов средней школы.
На службе в Красной Армии с 1939 года. Поступил в Качинскую авиашколу, окончил её в 1942 году (по иронии судьбы оканчивал авиашколу в Красном Куте, куда была эвакуирована авиашкола). С мая 1942 года участвовал в боевых действиях. Первоначально служил в 45-м истребительном авиаполку, позднее был переведён в 5-й гвардейский истребительный авиационный полк. В 1944 году вёл бои в составе 249-го ИАП (позднее полк станет 163-м гвардейским).
В мае 1945 года гвардии майор Харламов — командир 163-го гвардейского истребительного авиационного полка.
После Второй мировой войны занимал различные командные должности в ВВС СССР. В 1955 году окончил Военно-воздушную академию. С ноября 1967 года по май 1971 года был командующим 36-й воздушной армией. С 1971 года был военным советником командующего ВВС Египта.

Могила Поповой и Харламова на Новодевичьем кладбище Москвы

С 1973 года занимал пост вице-президента ФАИ.
С 1987 года возглавлял Федерацию авиационного спорта СССР.
Был главным консультантом фильма «В бой идут одни «старики»».
Умер 5 мая 1990 года на 70-м году жизни в Запорожье. Похоронен на Новодевичьем кладбище (участок 11).

### Семья
После окончания Великой Отечественной войны женился на Герое Советского Союза лётчице Надежде Васильевне Поповой (1921—2013).

## Награды
Был награждён орденами Ленина, Октябрьской Революции, Красного Знамени (пять раз), Александра Невского, Отечественной войны 1-й и 2 степеней, Красной Звезды (дважды), медалями.
Один из девяти граждан СССР/России — обладатель золотой авиационной медали ФАИ.

## Память

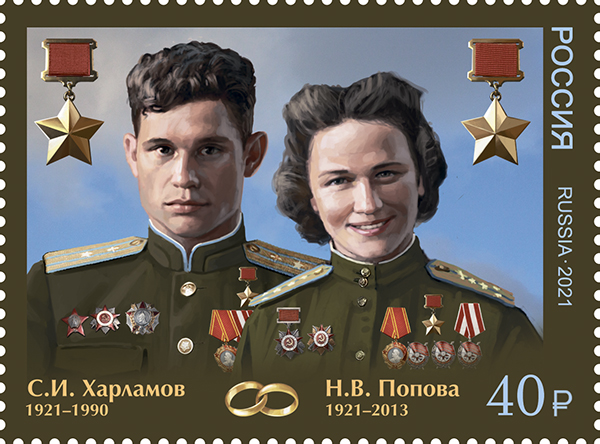
Почтовая марка. 100 лет со дня рождения супругов — Героев Советского Союза — С. И. Харламов (1921—1990) и Н. В. Попова (1921—2013)

- 7 мая 2021 года в почтовое обращение вышла марка, посвящённая Героям Советского Союза супругам С. И. Харламову и Н. В. Поповой в честь 100-летия со дня рождения, конверты первого дня, а также штемпели специального гашения для Москвы, Санкт-Петербурга, Саратова, Калуги, Волгограда и Орла.